# Aren
Pour les articles homonymes, voir Aren.
Aren est une commune française, située dans le département des Pyrénées-Atlantiques en région Nouvelle-Aquitaine.

## Géographie

### Localisation
La commune d'Aren se trouve dans le département des Pyrénées-Atlantiques, en région Nouvelle-Aquitaine.
Elle se situe à 44 km par la route de Pau, préfecture du département, et à 11 km d'Oloron-Sainte-Marie, sous-préfecture.
Les communes les plus proches sont : 
Saucède (1,0 km), Geüs-d'Oloron (1,8 km), Saint-Goin (1,9 km), Préchacq-Josbaig (2,0 km), Géronce (2,4 km), Poey-d'Oloron (2,6 km), Préchacq-Navarrenx (2,9 km), Orin (3,5 km).
Sur le plan historique et culturel, Aren fait partie de la province du Béarn, qui fut également un État et qui présente une unité historique et culturelle à laquelle s’oppose une diversité frappante de paysages au relief tourmenté.

### Communes limitrophes
La commune d'Aren, allongée d'est en ouest, est composée de deux parties reliées par la route départementale 325 qui appartient à la commune. Elle présente aussi une petite enclave au centre. Cette route sépare ainsi les deux communes de Préchacq-Josbaig et Geüs-d'Oloron de quelques mètres.
Les communes limitrophes sont  Barcus, Geüs-d'Oloron, Géronce, Poey-d'Oloron, Préchacq-Josbaig, Saint-Goin et Saucède.
|        | Préchacq-Josbaig | Saucède             |
| Barcus | Aren             | Poey-d'Oloron       |
|        | Geüs-d'Oloron    | Géronce, Saint-Goin |

### Hydrographie

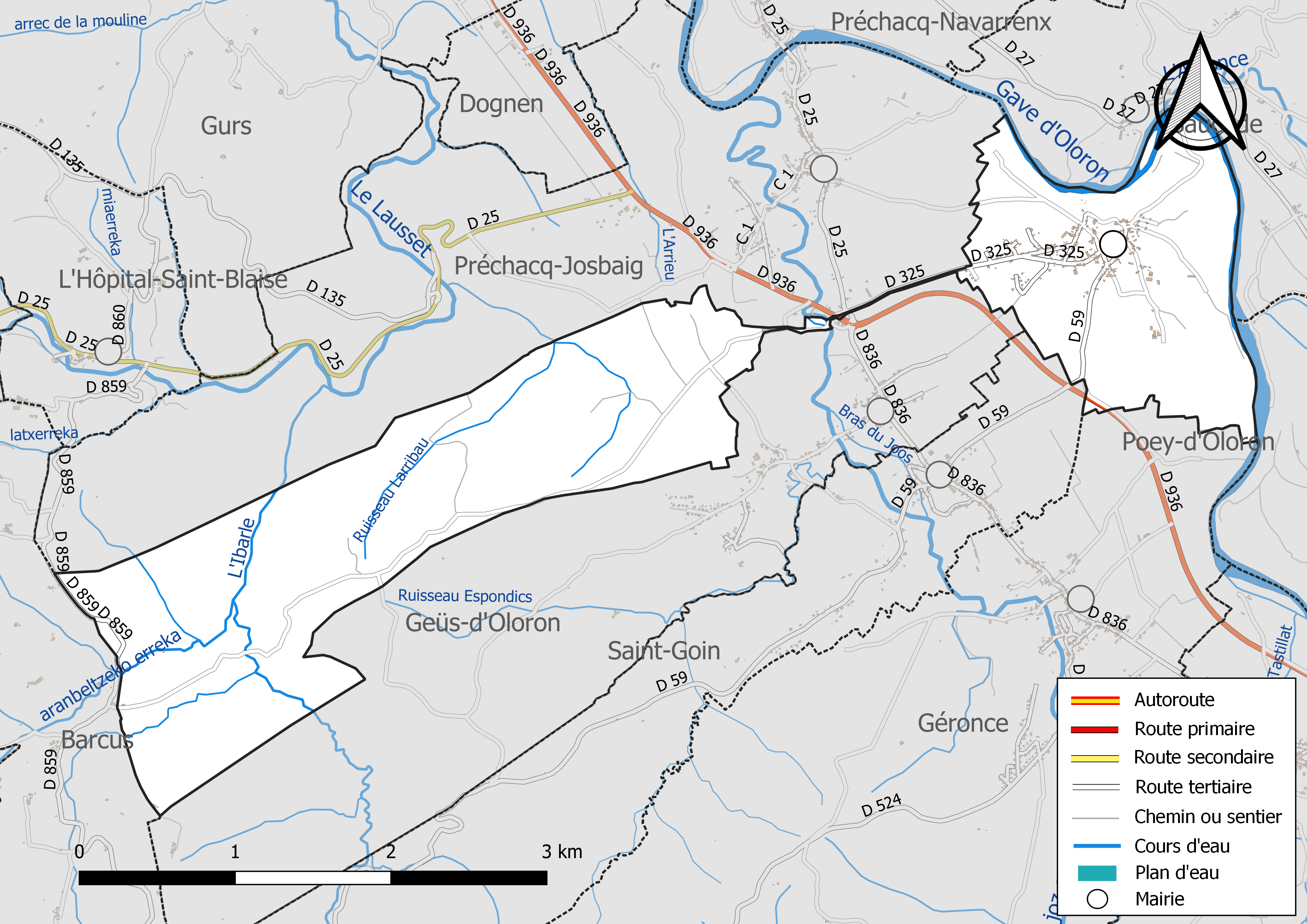
Réseaux hydrographique et routier d'Aren.

La commune est drainée par le gave d'Oloron, le Joos, Ambelseko erreka, l'Ibarle, un bras du gave d'Oloron, un bras du Joos, le ruisseau Larribau, et par divers petits cours d'eau, constituant un réseau hydrographique de 10 km de longueur totale,.
Le gave d'Oloron, d'une longueur totale de 148,8 km, prend sa source dans la commune de Laruns et s'écoule vers le nord-ouest. Il longe le flanc nord-est de la commune et se jette dans le gave de Pau à Sorde-l'Abbaye, après avoir traversé 64 communes.
Le Joos, d'une longueur totale de 35,6 km, prend sa source dans la commune de Montory et s'écoule du sud vers le nord. Il traverse la commune et se jette dans le gave d'Oloron à Préchacq-Josbaig, après avoir traversé 11 communes.

### Climat
Pour des articles plus généraux, voir Climat de la Nouvelle-Aquitaine et Climat des Pyrénées-Atlantiques.
Historiquement, la commune est exposée à un climat de montagne.  
En 2020, Météo-France publie une typologie des climats de la France métropolitaine dans laquelle la commune est toujours exposée à un climat de montagne et est dans la région climatique Pyrénées atlantiques, caractérisée par une pluviométrie élevée (>1 200 mm/an) en toutes saisons, des hivers très doux (7,5 °C en plaine) et des vents faibles.
Pour la période 1971-2000, la température annuelle moyenne est de 13,4 °C, avec une amplitude thermique annuelle de 13,6 °C. Le cumul annuel moyen de précipitations est de 1 235 mm, avec 11,4 jours de précipitations en janvier et 8,5 jours en juillet. Pour la période 1991-2020, la température moyenne annuelle observée sur la station météorologique la plus proche, située sur la commune d'Oloron-Sainte-Marie à 10 km à vol d'oiseau, est de 13,1 °C et le cumul annuel moyen de précipitations est de 1 491,4 mm,. Pour l'avenir, les paramètres climatiques de la commune estimés pour 2050 selon différents scénarios d’émission de gaz à effet de serre sont consultables sur un site dédié publié par Météo-France en novembre 2022.

### Milieux naturels et biodiversité

#### Réseau Natura 2000
Le réseau Natura 2000 est un réseau écologique européen de sites naturels d'intérêt écologique élaboré à partir des Directives « Habitats » et « Oiseaux », constitué de zones spéciales de conservation (ZSC) et de zones de protection spéciale (ZPS).
Un site Natura 2000 a été défini sur la commune au titre de la « directive Habitats » : « le gave d'Oloron (cours d'eau) et marais de Labastide-Villefranche », d'une superficie de 2 547 ha, une rivière à saumon et écrevisse à pattes blanches,.

#### Zones naturelles d'intérêt écologique, faunistique et floristique
L’inventaire des zones naturelles d'intérêt écologique, faunistique et floristique (ZNIEFF) a pour objectif de réaliser une couverture des zones les plus intéressantes sur le plan écologique, essentiellement dans la perspective d’améliorer la connaissance du patrimoine naturel national et de fournir aux différents décideurs un outil d’aide à la prise en compte de l’environnement dans l’aménagement du territoire.
Une ZNIEFF de type 2 est recensée sur la commune, : 
le « réseau hydrographique du gave d'Oloron et de ses affluents » (6 885,32 ha), couvrant 114 communes dont 2 dans les Landes et 112 dans les Pyrénées-Atlantiques.

## Urbanisme

### Typologie
Au 1er janvier 2024, Aren est catégorisée commune rurale à habitat dispersé, selon la nouvelle grille communale de densité à sept niveaux définie par l'Insee en 2022.
Elle est située hors unité urbaine. Par ailleurs la commune fait partie de l'aire d'attraction d'Oloron-Sainte-Marie, dont elle est une commune de la couronne,. Cette aire, qui regroupe 44 communes, est catégorisée dans les aires de moins de 50 000 habitants,.

### Occupation des sols

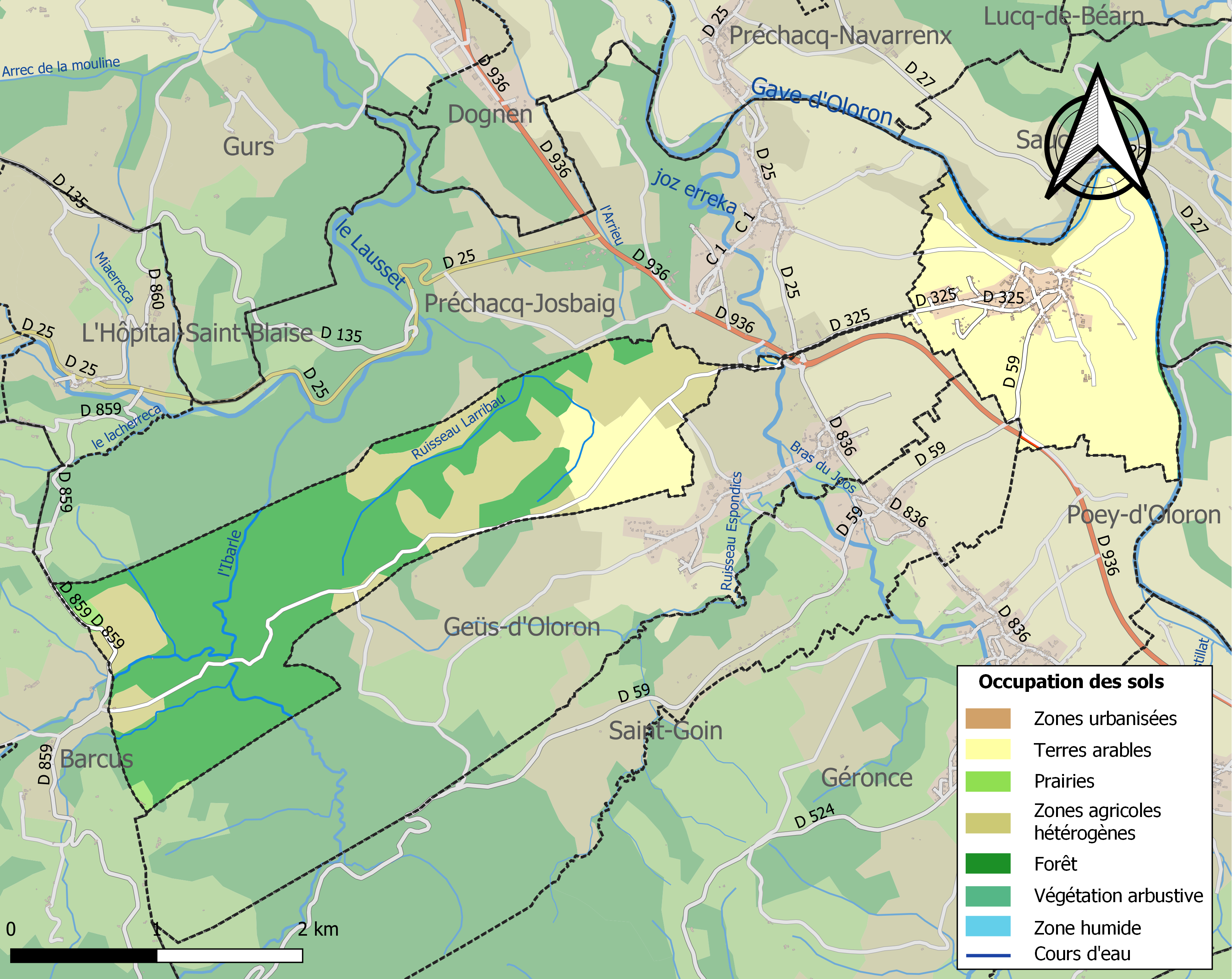
Carte des infrastructures et de l'occupation des sols de la commune en 2018 (CLC).

L'occupation des sols de la commune, telle qu'elle ressort de la base de données européenne d’occupation biophysique des sols Corine Land Cover (CLC), est marquée par l'importance des territoires agricoles (56,1 % en 2018), une proportion sensiblement équivalente à celle de 1990 (56 %). La répartition détaillée en 2018 est la suivante : 
forêts (40,4 %), terres arables (34,1 %), zones agricoles hétérogènes (21,1 %), zones urbanisées (3,4 %), prairies (0,9 %). L'évolution de l’occupation des sols de la commune et de ses infrastructures peut être observée sur les différentes représentations cartographiques du territoire : la carte de Cassini (XVIIIe siècle), la carte d'état-major (1820-1866) et les cartes ou photos aériennes de l'IGN pour la période actuelle (1950 à aujourd'hui).

### Lieux-dits et hameaux
- Arnabaigt[26]
- Arroutis[26]
- Bagolle[26]
- Bugala[26]
- La Campagne de Préchacq[26]
- Estremeres[26]
- Hippolyte[26]
- Lannes[26]
- Larraillet[26]
- Loustalet[26]
- Mirande[26]
- La Naü[26]
- Puheu[26]
- Tatieu[26]
- Vital[26]

### Voies de communication et transports
Aren est traversée par les routes départementales D 59, D 325 et D 936.

### Risques majeurs
Le territoire de la commune d'Aren est vulnérable à différents aléas naturels : météorologiques (tempête, orage, neige, grand froid, canicule ou sécheresse), inondations et séisme (sismicité moyenne). Un site publié par le BRGM permet d'évaluer simplement et rapidement les risques d'un bien localisé soit par son adresse soit par le numéro de sa parcelle.
Certaines parties du territoire communal sont susceptibles d’être affectées par le risque d’inondation par une crue à  débordement lent de cours d'eau, notamment le gave d'Oloron et le Joz erreka. La commune a été reconnue en état de catastrophe naturelle au titre des dommages causés par les inondations et coulées de boue survenues en 1982 et 2009,.

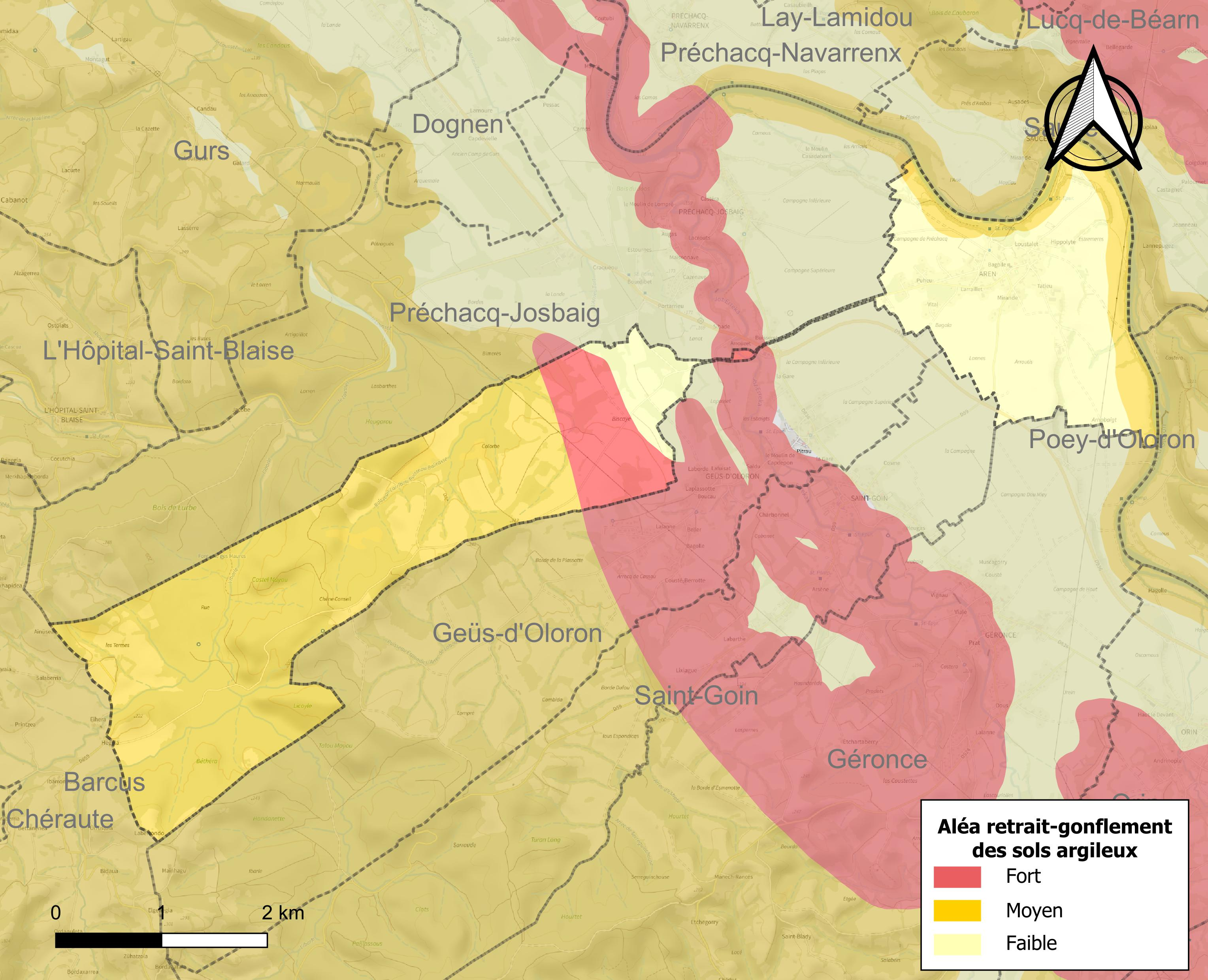
Carte des zones d'aléa retrait-gonflement des sols argileux d'Aren.

Le retrait-gonflement des sols argileux est susceptible d'engendrer des dommages importants aux bâtiments en cas d’alternance de périodes de sécheresse et de pluie. 70,5 % de la superficie communale est en aléa moyen ou fort (59 % au niveau départemental et 48,5 % au niveau national). Depuis le 1er octobre 2020, en application de la loi ELAN, différentes contraintes s'imposent aux vendeurs, maîtres d'ouvrages ou constructeurs de biens situés dans une zone classée en aléa moyen ou fort,.

## Toponymie
Le toponyme Aren est mentionné dès 1209 et 1251 (cartulaire d'Oloron), puis deux fois en 1385 dans le censier de Béarn et apparaît sous la forme 
Saint-Jean-d'Aren (1608, insinuations du diocèse d'Oloron). Enfin Aren est mentionné sur la carte de Cassini (fin XVIIIe siècle).
Son nom en béarnais est Aren.
Selon Brigitte Jobbé-Duval indique que le toponyme Aren signifierait probablement « domaine d’Arrius », du nom d’un ancien propriétaire, que Michel Grosclaude nomme pour sa part Arennius. Sans doute à rattacher à aran (vallée).
Le Castet était un fief d’Aren, vassal de la vicomté de Béarn, déjà mentionné en 1538 dans la réformation de Béarn.

## Histoire
Le premier seigneur d'Aren connu est Auger d'Aren mentionné vers 1100, ainsi que son épouse Bialana.
Leur descendante : Béatrix, dame d'Aren - née vers 1165 - se maria en 1189 à Géraud de Mauléon.
Paul Raymond note qu'en 1385, Aren comptait 23 feux et dépendait du bailliage d'Oloron.
La baronnie établie en 1658 était vassale de la vicomté de Béarn.

## Politique et administration

### Liste des maires
| Période                                  | Période  | Identité      | Étiquette | Qualité |
| ---------------------------------------- | -------- | ------------- | --------- | ------- |
| 1983                                     | 2008     | Jean Mirande  |           |         |
| 2008                                     | 2011     | Gérard Hazas  |           |         |
| 2011                                     | En cours | David Mirande |           |         |
| Les données manquantes sont à compléter. |          |               |           |         |

### Intercommunalité
La commune fait partie de quatre structures intercommunales :
- la communauté de communes du Haut Béarn ;
- le syndicat AEP d'Aren - Préchacq - Josbaig ;
- le syndicat d'énergie des Pyrénées-Atlantiques ;
- le syndicat mixte forestier des chênaies des vallées basques et béarnaises.

Aren est le siège du syndicat AEP d'Aren - Préchacq - Josbaig.

## Population et société

### Démographie
L'évolution du nombre d'habitants est connue à travers les recensements de la population effectués dans la commune depuis 1793. Pour les communes de moins de 10 000 habitants, une enquête de recensement portant sur toute la population est réalisée tous les cinq ans, les populations de référence des années intermédiaires étant quant à elles estimées par interpolation ou extrapolation. Pour la commune, le premier recensement exhaustif entrant dans le cadre du nouveau dispositif a été réalisé en 2006.

En 2022, la commune comptait 246 habitants, en évolution de −0,4 % par rapport à 2016 (Pyrénées-Atlantiques : +3,78 %, France hors Mayotte : +2,11 %).
| 1793 | 1800 | 1806 | 1821 | 1831 | 1836 | 1841 | 1846 | 1851 |
| ---- | ---- | ---- | ---- | ---- | ---- | ---- | ---- | ---- |
| 337  | 339  | 358  | 391  | 320  | 345  | 356  | 385  | 368  |

| 1856 | 1861 | 1866 | 1872 | 1876 | 1881 | 1886 | 1891 | 1896 |
| ---- | ---- | ---- | ---- | ---- | ---- | ---- | ---- | ---- |
| 378  | 322  | 300  | 270  | 283  | 300  | 301  | 298  | 286  |

| 1901 | 1906 | 1911 | 1921 | 1926 | 1931 | 1936 | 1946 | 1954 |
| ---- | ---- | ---- | ---- | ---- | ---- | ---- | ---- | ---- |
| 282  | 279  | 283  | 270  | 253  | 220  | 218  | 211  | 202  |

| 1962 | 1968 | 1975 | 1982 | 1990 | 1999 | 2006 | 2011 | 2016 |
| ---- | ---- | ---- | ---- | ---- | ---- | ---- | ---- | ---- |
| 175  | 154  | 143  | 158  | 185  | 180  | 190  | 238  | 247  |

| 2021 | 2022 | - | - | - | - | - | - | - |
| ---- | ---- | - | - | - | - | - | - | - |
| 246  | 246  | - | - | - | - | - | - | - |

Aren fait partie de l'aire d'attraction d'Oloron-Sainte-Marie.

### Manifestations culturelles et festivités
Le saint patron d'Aren est Jean-Baptiste.
La fête du village a lieu l'avant-dernier dimanche de juin.

## Économie
L'activité est principalement agricole (élevage, pâturages, polyculture). La commune fait partie de la zone d'appellation de l'ossau-iraty.

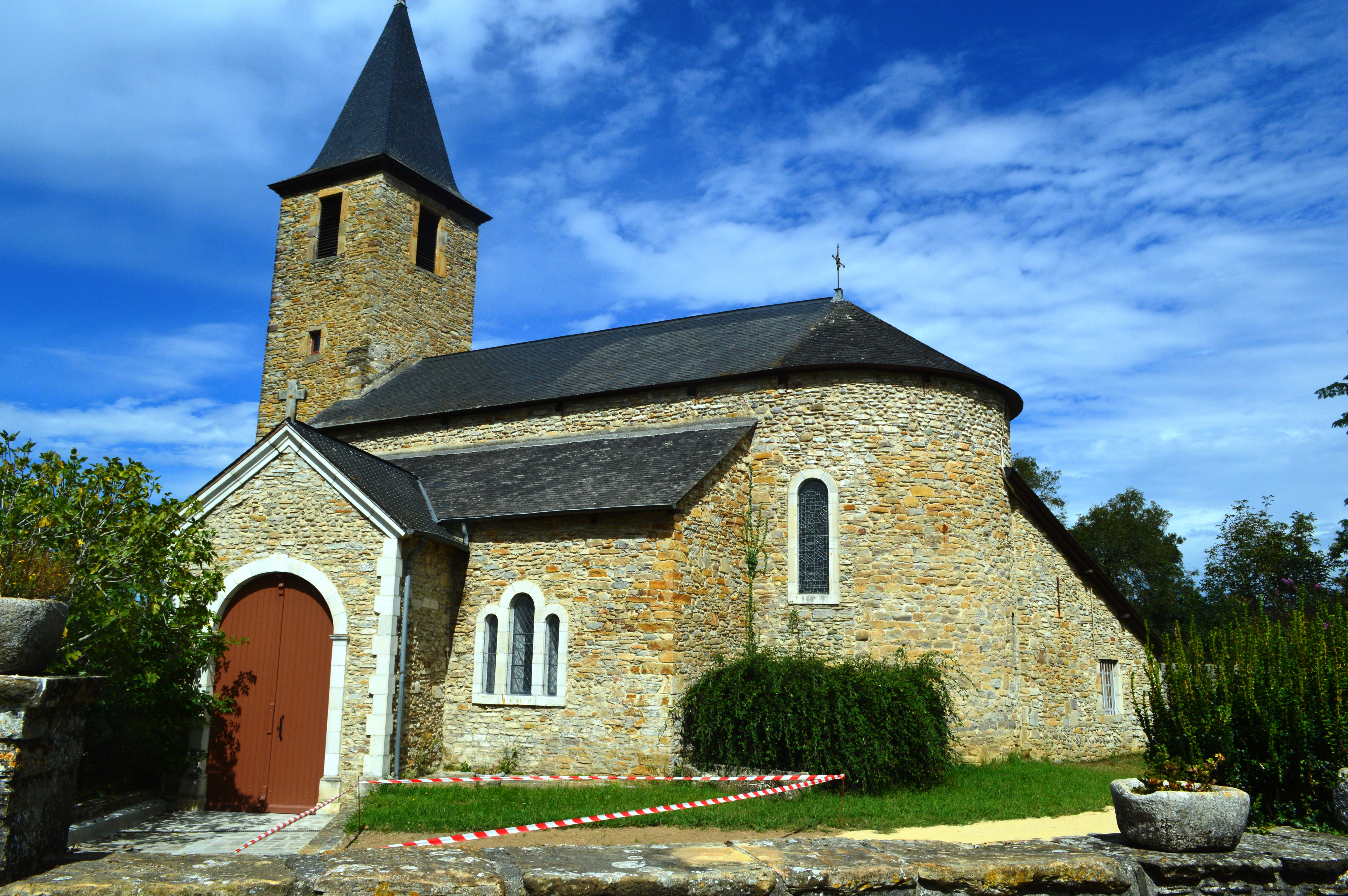
Église Saint-Jean-Baptiste d'Aren

## Culture locale et patrimoine

### Lieux et monuments

#### Patrimoine civil
Le château d'Aren date du XVe siècle. Il est inscrit aux monuments historiques depuis 1984.

#### Patrimoine religieux
L'église Saint-Jean-Baptiste fut construite à la fin du XIXe siècle. Elle est inscrite à l'Inventaire général du patrimoine culturel depuis 2003.